# Georges Fattet
Jean-Georges Fattet, né à Tarare le 14 février 1820 et mort à Paris le 5 novembre 1874, est un dentiste français du milieu du XIXe siècle.

## Biographie
Jean-Georges Fattet est le fils de Jean-Pierre Fattet (1791-1857), un mousselinier de Tarare originaire de Sainte-Marie-aux-Mines, et de Marguerite Viret.
Ayant étudié la mécanique, la médecine et la chirurgie, Georges Fattet s'installa à Paris en 1843, où il suivit les cours de plusieurs dentistes avant de monter sa propre affaire. Ce curriculum vitæ, évoqué dans les publicités de Fattet, sera remis en cause quelques années plus tard par un rival, William Rogers, qui prétendait que Fattet n'était qu'un simple garçon pâtissier avant d'entrer à son service puis de lancer un cabinet concurrent.
Effectivement dépourvu de tout diplôme, Fattet se constitua cependant une large clientèle grâce un nouveau type de dents artificielles tenant sans crochets mais par succion. Ces prothèses dentaires, confectionnées en ivoire d'hippopotame et baptisées osanores (d'« os sans or »), assurèrent la célébrité de Fattet. Ce dernier n'en est pourtant pas à proprement parler l'inventeur, des procédés similaires ayant déjà été employés par certains de ses confrères.
Inondant de ses réclames les journaux et les revues et faisant placarder de nombreuses affiches peintes sur les murs de Paris et de sa banlieue, il n'hésitait pas à pratiquer la publicité comparative au détriment de certains de ses concurrents - et notamment de William Rogers, qui revendiquait l'invention des osanores - s'attirant ainsi plusieurs procès.
Entouré d'assistants noirs vêtus d'élégantes livrées, Fattet recevait ses patients dans une robe de chambre joignant une coupe à la Balzac à la richesse chromatique d'une étoffe de brocart. L'intérieur de son cabinet, luxueusement meublé car destiné à une clientèle aisée, nous est connu grâce à un tableau d’Édouard Pingret qui nous présente un véritable cabinet de curiosité, avec des sarcophages égyptiens, des défenses d'éléphant et une imposante mâchoire d'hippopotame. En certaines occasions, Fattet parcourait les rues de la capitale à bord d'une calèche ayant la forme d'un dentier.
Ce goût pour la mise en scène ainsi que le talent du dentiste pour l'autopromotion inspirèrent des caricaturistes tels que Cham et Bertall. Dans certains cas, ces portraits-charges étaient commandés par Fattet lui-même.
Le cabinet de Fattet était situé au no 363 puis au no 255 de la rue Saint-Honoré, non loin du cabinet de Rogers (situé au no 270) et à proximité de la clientèle huppée du faubourg Saint-Honoré.
À la fin de sa vie, Fattet n'exerçait plus la dentisterie mais vivait de ses rentes.
Mort à l'âge de cinquante-quatre ans en son domicile du no 21 de la rue Royale Saint-Honoré, Georges Fattet fut inhumé avec son père dans la 28e division du cimetière du Père-Lachaise, sous un monument surmonté d'un buste en marbre et encadré par des sculptures d'anges.

## Publications de Georges Fattet
- Prothèse dentaire. Aperçu sur les dangers des dents à pivot, à ressorts et à crochets, Paris, 1847.
- Conseils aux mères de famille sur la manière de diriger la première et la seconde dentition des enfants, sur les soins à donner aux dents, sur les dangers des dents à pivots, à ressorts et à crochets, sur l'heureuse influence des nouvelles dents sans crochets sur la santé, la beauté et la prononciation, et sur le nouveau mode d'emploi de l'eau pour l'embaumement et la guérison des dents malades ou cariées, Paris, 1849.
- Traité complet de prothèse dentaire à l'usage des artistes, des savants et des gens du monde, Paris, 1850.